# Hyalobagrus flavus
Hyalobagrus flavus — вид риб з роду Hyalobagrus родини Bagridae ряду сомоподібні. Інша назва «гиалобагрус прозорий».

## Опис
Загальна довжина сягає 4,3 см. Голова невеличка. Очі маленькі. Рот помірно широкий. Є 4 пари коротких і вузьких вусів. Тулуб витягнутий. Скелет складається з 36-37 хребців. Спинний плавець складається з 1 жорсткого та 5-7 м'яких променів. Анальний плавець складається з 18-21 м'яких променів. Грудні та черевні плавці маленькі. Жировий плавець доволі великий. Хвостовий плавець роздвоєно.
Забарвлення прозоре з металевим жовтим відтінком. Темні смуги з боків (від морди до основи хвостового плавця) помітно скрізь рибу. Смужки чорного кольору йдуть у верхній частині голови, сходяться біля спинного плавця. Є 3-4 плямочки уздовж спини: 2 біля основи спинного плавця, 1 — жирового. На нижній частині є 2-3 темні плямочки.

## Спосіб життя
Зустрічається у стоячих водоймах, в неглибоких болотах з торф'яним дном, населяє коричневі води. Утворює невеличкі косяки. Активний у присмерку та вночі. Живиться зоопланктоном.
Самиця відкладає ікру синювато-зеленого кольору на пласку поверхню.

## Розповсюдження
Мешкає у річках Батанґгарі (Суматра) та Ментая (південний Калімантан).